# Kanadische Badmintonmeisterschaft 2008
Die Kanadische Badmintonmeisterschaft 2008 fand vom 31. Januar bis zum 2. Februar 2008 in Vancouver statt.

## Finalresultate
| Disziplin    | Sieger                         | Finalist                   | Ergebnis          |
| ------------ | ------------------------------ | -------------------------- | ----------------- |
| Herreneinzel | David Snider                   | Stephan Wojcikiewicz       | 21:12 15:21 21:13 |
| Dameneinzel  | Anna Rice                      | Charmaine Reid             | 21:7 21:10        |
| Herrendoppel | Mike Beres William Milroy      | Richard Liang Alvin Lau    | 21:14 21:10       |
| Damendoppel  | Milaine Cloutier Valérie Loker | Charmaine Reid Fiona McKee | 21:18 21:9        |
| Mixed        | Mathieu Laforest Amélie Felx   | Mike Beres Valérie Loker   | 22:24 21:19 21:18 |